# John Crowder
Pour les articles homonymes, voir Ellenborough (homonymie) et Crowder.
John Frederick Ellenborough Crowder, né le 10 novembre 1890 et décédé le 9 juillet 1961, est un homme politique britannique, membre du Parti conservateur.
Il est député au Parlement du Royaume-Uni pour la circonscription de Finchley de 1935 à 1959. Margaret Thatcher lui succède.